# Palais Ullmann

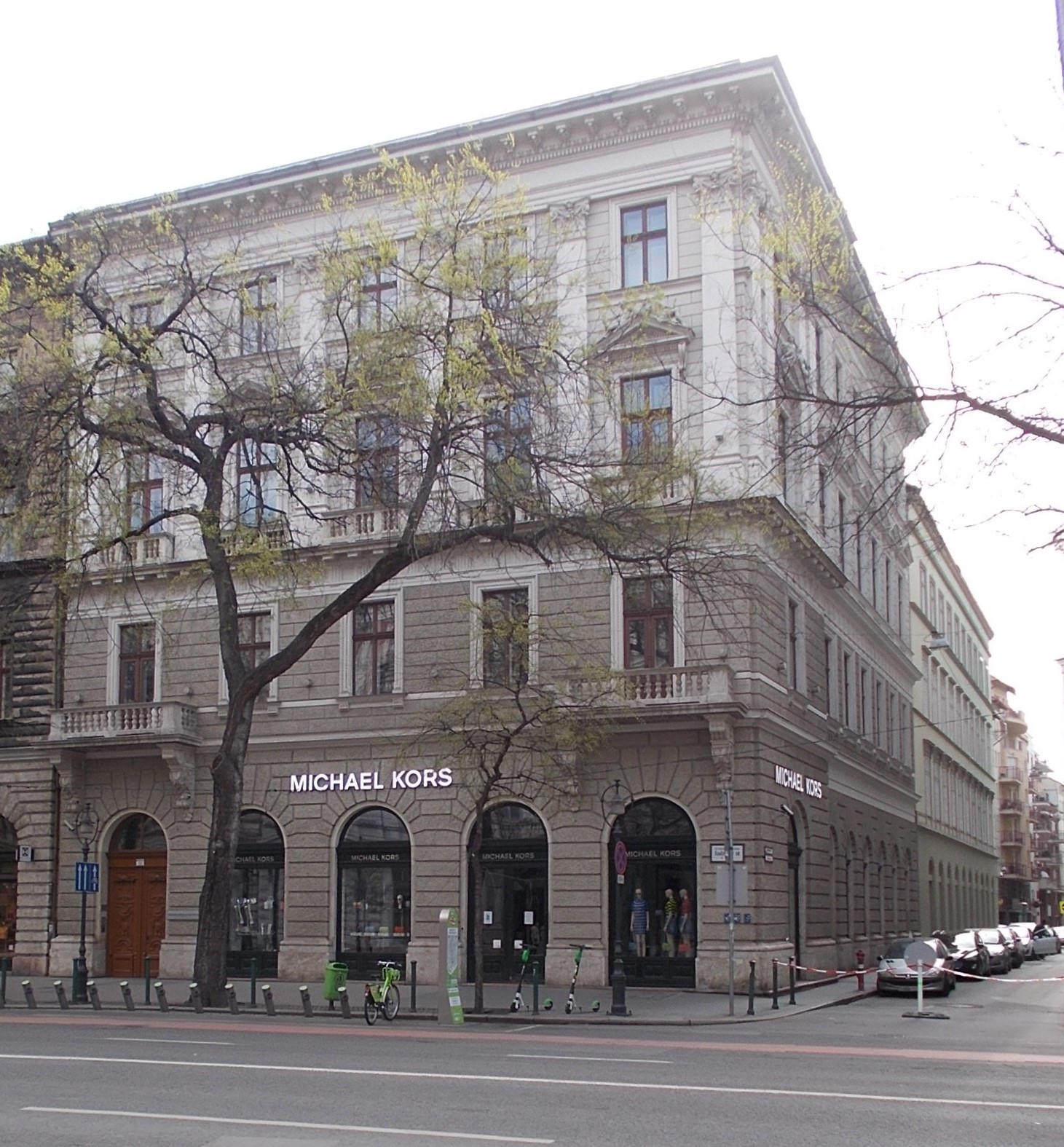
Palais Ullmann, 2021

Das Palais Ullmann (ungarisch Ullmann palota) ist ein denkmalgeschütztes Palais an der Andrássy út Nr. 11 in Budapest. Das Bauwerk zählt zusammen mit der Andrássy út zum UNESCO-Weltkulturerbe.

## Geschichte
Auf dem Grundstück des heutigen Palais stand ein einstöckiges Haus, das 1862 mit einem Stall erweitert wurde. Im Zuge des Ausbaus der Andrássy út ab 1872 wurden die Gebäude 1881 abgerissen, und auf dessen Grundstück bis 1884 ein dreistöckiges Palais im Stil des Eklektizismus nach Plänen von Vilmos Freund erbaut. Auftraggeber war der Bankier, Jurist und Reichstagsabgeordnete Sándor Ullmann. Im Gebäude befanden sich neben dem Appartement Ullmans auch Büros. Nach dem Tod Ullmanns kaufte Ferenc Aich, der Direktor der Dreher Brauerei, das Gebäude. Im Erdgeschoss eröffnete das von Lipót Perl geleitete Café Miramare. Seit 1998 befinden sich ausschließlich Büros in dem Palais.